# تبريد بانضغاط البخار

 نظام التبريد بانضغاط البخار (بالإنجليزية: Vapor-Compression Refrigeration system (VCRS))‏ والذي يحدث به تغير طوري في المادة المبردة هو واحد من دوائر التبريد العديدة وهي أكثر دورة يتم استخدامها في تكييف الهواء للمباني والسيارات. يتم استخدامها أيضا في الثلاجات التجارية والمحلية، المستودعات الكبيرة التي تستخدم في تخزين الاطعمة لتبريدها والحفاظ عليها، الشاحنات المبردة وعربات السكك الحديد. تستخدم العديد من المحطات هذا النوع من التبريد مثل معامل التكرير، المحطات البتروكيميائية، محطات المعالجة الكيميائية ومحطات معالجة الغاز الطبيعي.
يمكن وصف التبريد على أنه تقليل درجة الحرارة لمساحة مغلقة عن طريق طرد حرارة من هذه المساحة إلى أي مكان آخر. يمكن تسمية الجهاز الذي يؤدي هذا الغرض بمكيف الهواء، ثلاجة أو مضخة حرارية للهواء.

## وصف دائرة التبريد

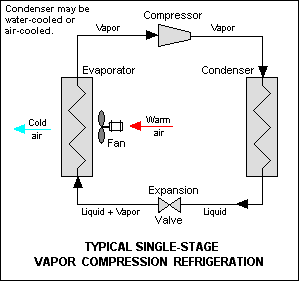
شكل1: تبريد بانضغاط البخار

تستخدم دورة الانضغاط البخاري مادة مبردة في حالة سائلة تستخدم كوسط لامتصاص وطرد الحرارة من المساحة المراد تبريدها. يمثل شكل 1 دورة التبريد أحادية المرحلة. تحتوي هذه الأنظمة جميعها على 4 عناصر: ضاغط، مكثف، صمام تمدد حراري ومبخر. يدخل المبرد الضاغط وتكون حالته بخار مشبع[2][2] [2] [2] يتم ضغطه إلى ضغط عالي باإضافة لزيادة درجة حرارته..يكون هذا البخار المضغوط وذو درجة الحرارة العالية في حالة تسمى بالبخار المحمص والذي يمكن تكثيفه بالماء أو الهواء خلال ملفات أو أنابيب المكثف. يحدث في المكثف طرد لحرارة النظام من المادة المبردة والتي تحمل بواسطة الماء أو الهواء. 

رسم توضيحي لدورة التبريد على منحنى الضغط والحجم

تعرف المادة المبردة السائلة في هذه الحالة بسائل مشبع والذي يدخل على صمام التمدد حيث يحدث له انخفاض في الضغط. نتيجة لهذا التغير في الضغط فإنه يحدث تبخر مفاجئ لجزأ من السائل. هذا التأثير ينتج عنه انخفاض في درجة حرارة خليط السائل والجزأ المتبخر بحيث تقل درجة حرارته وتصل إلى درجة حرارة أقل من درجة حرارة الوسط المراد تبريده.
يتحرك الخليط بعد ذلك في انابيب المبخر. تحرك المروحة الهواء الساخن في المساحة المغلقة عبر الملف أو انابيب المبخر الحاملة لخليط السائل والبخار للمادة المبردة. يتسبب هذا الهواء الساخن في تبخر السائل المتبقي. في نفس اللحظة يتم تبريد الهواء وانخفاض درجة حرارة الغرفة إلى الدرجة المطلوبة.يمكن تعريف المبخر على أنه المكان الذي يتم فيه سحب الحرارة بواسطة المادة المبردة من الهواء ثم طردها بعد ذلك في المكثف بواسطة الماء أو الهواء حسب نوع المكثف.
لكي نكمل دورة التبريد، فإن بخار المادة المبردة الخارج من المبخر يكون بخار مشبع ويدخل مجددا إلى الضاغط.

### مبردات
الفريون هو الاسم التجاري لعائلة مبردات ألكان هالوجيني المصنوع بواسطة دو بونت وشركات أخرى. تستخدم هذه المبردات نظرا لثباتهم العالي وخواصهم الآمنه ( غير قابلة للاشتعال عند ضغط ودرجة حرارة الغرفة- غير سام). 
لسوء الحظ، فإن غاز مبردات الكلور والفلور تصل إلى طبقات الجو العليا عند هروبها. في طبقة الستراتوسفير فإن كربونات الكلوروفلور تتحل نتيجة الإشعاعات الفوق بنفسجية والتي ينطلق منها جزيئات الكلور الحرة. هذه الجزيئات تعمل كمحفز لسلسة تفاعلات في الأوزون. يتسبب جزئ واحد من الكلوروفلوركربون في انحلال العديد من جزيئات الأوزون مما يسبب ضرر كبير في طبقة الاوزون التي تحمي الأرض من أشعة الشمس الفوق بنفسجية والتي تؤدي لزيادة معدلات سرطان الجلد. يظل الكلور مشط كعامل حفاز ما لم يتحد مع جزئ آخر. ينحسر استخدام هذه المبردات في R-11 وR-12.
تم ظهور مبردات جديدة تستخدم بدلا من الكلورفلوروكربون والتي تقلل من نضوب الاوزون مثل كلورو ثنائي فلورو الميثان (R-22) المستخدم في معظم المنازل الآن ورباعي فلورو الإيثان (R-134a) المستخدم في المركبات. تم وقف استخدام الكلورو ثنائي فلورو الميثان تنفيذا لاتفاقية مونتريال وتم استخدام هيدرو فلورو كربون مثل R-410A التي يقل بها الكلور. لكن، جميع هذه المبردات لها آثار احتمالية حدوث احترار عالمي.
يشغل المبردات الحميدة الآن موضوعات البحث مثل ثنائي أكسيد الكربون الفوق حرج ويعرف بـ (R-744). هذه المبردات لها كفاءة مماثلة لغيرها ولكن لها تأثير أقل في احتمالية حدوث احترار عالمي.

## تحليل الديناميكا الحرارية للنظام

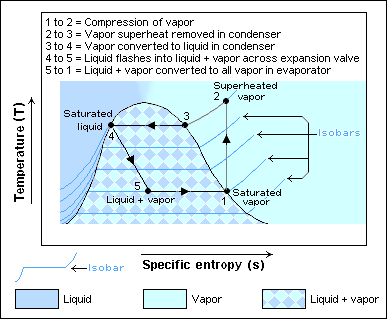
شكل 2: منحنى درجة الحرارة - الإنتروبي

يمكن عمل تحليل الديناميكا الحرارية للنظام على منحنى درجة الحرارة والإنتروبيا لدورة الانضغاط بالبخار كما هو موضح في شكل 2. يدخل المبرد الضاغط عند النقطة رقم 1 كبخار مشبع، يحدث الانضغاط من النقطة 1 إلى 2 بعملية متساوية الإنعلاج (ثبوت الإنتروبي) ثم يخرج كبخار محمص.
من النقطة 2 إلى 3، يدخل البخار جزأ من المكثف حيث يتم إزلة الحرارة منه وتبريده. بين النقطتين 3 و4، يسير البخار في بقية المكثف حيث يتحول لسائل مشبع. تحدث عملية التكثيف بثبوت الضغط.
تمر المادة المبردة خلال صمام تمدد بين النقطتين 4 و5 حيث يحدث انخفاض مفاجئ للضغط. ينتج عن هذه العملية تبخر لجزأ من السائل (أقل من النصف) بالإضافة إلى حدوث تبريد ذاتي للسائل. يحدث التبخر الإديباتي بعملية متساوية الحرارة حيث لا يتم فقد أي حرارة.
بين النقطتين 1 و5: تتحرك المادة المبردة الباردة والمتبخرة جزئيا خلال ملف أو انابيب المبخر حيث يتم تبخيره كليا بواسطة الهواء الساخن القادم من المساحة المراد تبريدها والذي يتم يتحرك حول الملف أو الأنابيب بواسطة مروحة. يعمل المبخر عند ضغط ثابت حيث يبخر جميع السائل المتواجد وبزيادة درجة حرارة البخار من 4 إلى 8 درجات كيلفن من أجل التأكد من تحول السائل كله إلى بخار قبل الدخول للضاغط. يدخل البخار مرة أخرى إلى الضاغط لإعادة الدورة.
يجب أن نلاحظ أننا درسنا الدورة المثالية للتبريد بواسطة انضغاط البخار والتي لا تحدث في الحقيقة حيث أننا لا نأخذ في الاعتبار فرق الضغط نتيجة الاحتكاك، عدم الانعكاسية أثناء انضغاط بخار المادة المبردة. 

## أنواع ضواغط الغاز
معظم الضواغط المستخدمة في هذه الدوائر هي ضاغط ترددي، ضواغط دورانية قلاووظية، ضاغط طرد مركزي والضاغط الحزوني. يفضل كل تطبيق نوع من هذه الضواغط اعتمادا على حجمه، الضوضاء، كفاءته وضغطه. يمكن وصف الضواغط على أنها مفتوحة، مغلقة أو شبه مغلقة لوصف كيف تكون العاقة بين الضاغط أومحرك والمبرد المراد ضغطه. الأنواع المختلفة للضاغط والمحرك يمكن أن يؤدي لهذه التكويناتت:
- محرك مغلق، ضاغط مغلق.
- محرك مغلق، ضاغط شبه مغلق.
- محرك مفتوح، ضاغط مغلق.
- محرك مفتوح، ضاغط شبه مغلق.

في الضواغط المغلقة ومعظم الضواغط الشبه مغلقة، يكون الضاغط والمحرك المشغل للضاغط داخل دورة التبريد. يكون المحرك مغلق وتم تصميمه كي يعمل ويبرد بواسطة المادة المبردة المستخدمه في النظام. من مساوئ هذا النوع هو أنه لا يمكن صيانة المحرك المغلق في الموقع ولا بد من فصله عن الضاغط عند توقفه. ومن مساوئه أيضا أنه عند احتراق الملفات فإنها تلوث نظام التبريد بالكامل ولا بد من إزالة المادة المبردة وإحلالها.
يحتوي الضاغط المفتوح على محرك خارج نظام التبريد ويتم توصيله بواسطة عمود مع موانع للتسرب. يتم تبريد هذه المحركات بواسطة الهواء ويمكن تغييرها وإصلاحها دون إعادة ضضخ المادة المبردة مرة أخرى. عيب هذا النوع هو أنه من الممكن حدوث تسرب للمادة المبردة نتيجة وجود فشل في موانع التسرب.
المحرك المفتوح أسهل في عملية التبريد باستخدام الهواء وبذلك يكون أسهل في التصميم ويمكن الاعتماد عليه في ظروف الضغوط العالية حيث درجة حرارة الغاز تكون عالية جدا. ولكن يمكن التغلب عليها بإضافة سائل للتبريد الإضافي في المحركات المغلقة.

### ضواغط ترددية

ضاغط ترددي

هي من النوع المكبسي موجب الإزاحة.

### ضواغط دورانية لولبية

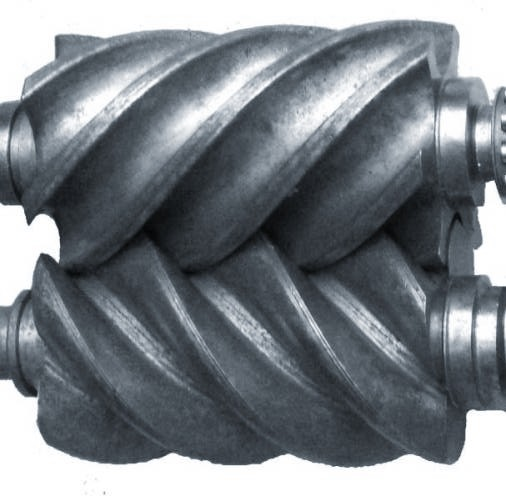
ضاغط لولبي

هي موجبة الإزاجة أيضا. يتم ربط اثنين من القلاووظ ويدوران في اتجاهين انعكاسيين فيتم حبس بخار المادة المبردة وتقليل الحجم حتى نقطة الخروج.

### ضاغط طرد مركزي

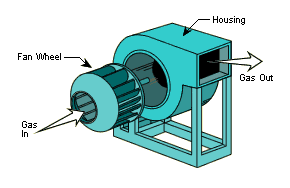
مبدأ الطرد المركزي

هي ضواغط حركية ترفع ضغط المبردات عن طريق إضفاء سرعة أو طاقة حركيه باستخدام دفاعة دوارة وتحويلها إلى طاقة ضغط.

### ضاغط حلزوني

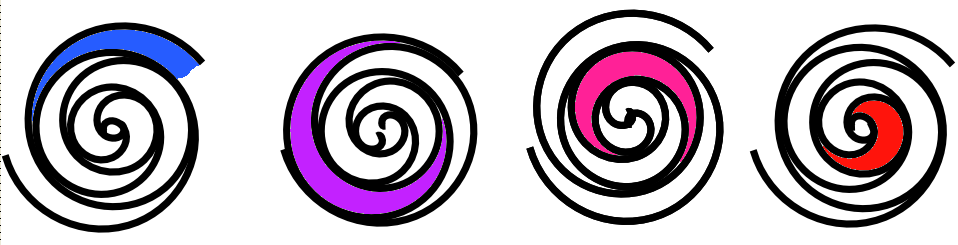
شكل 4: مبدأ عمل الضاغط الحزوني

هي موجبة الإزاحة أيضا. تقوم بضغط المبردات عندما تدور المدارات الحلزونية حول مدارات أخرى ثابتة فينتج عنها مساحات صغيرة جدا وضغوط عالية. بمرور الوقت يطرد المادة المبردة خارجا بضغط عالي.

### أخرى

مضخة ذات رق
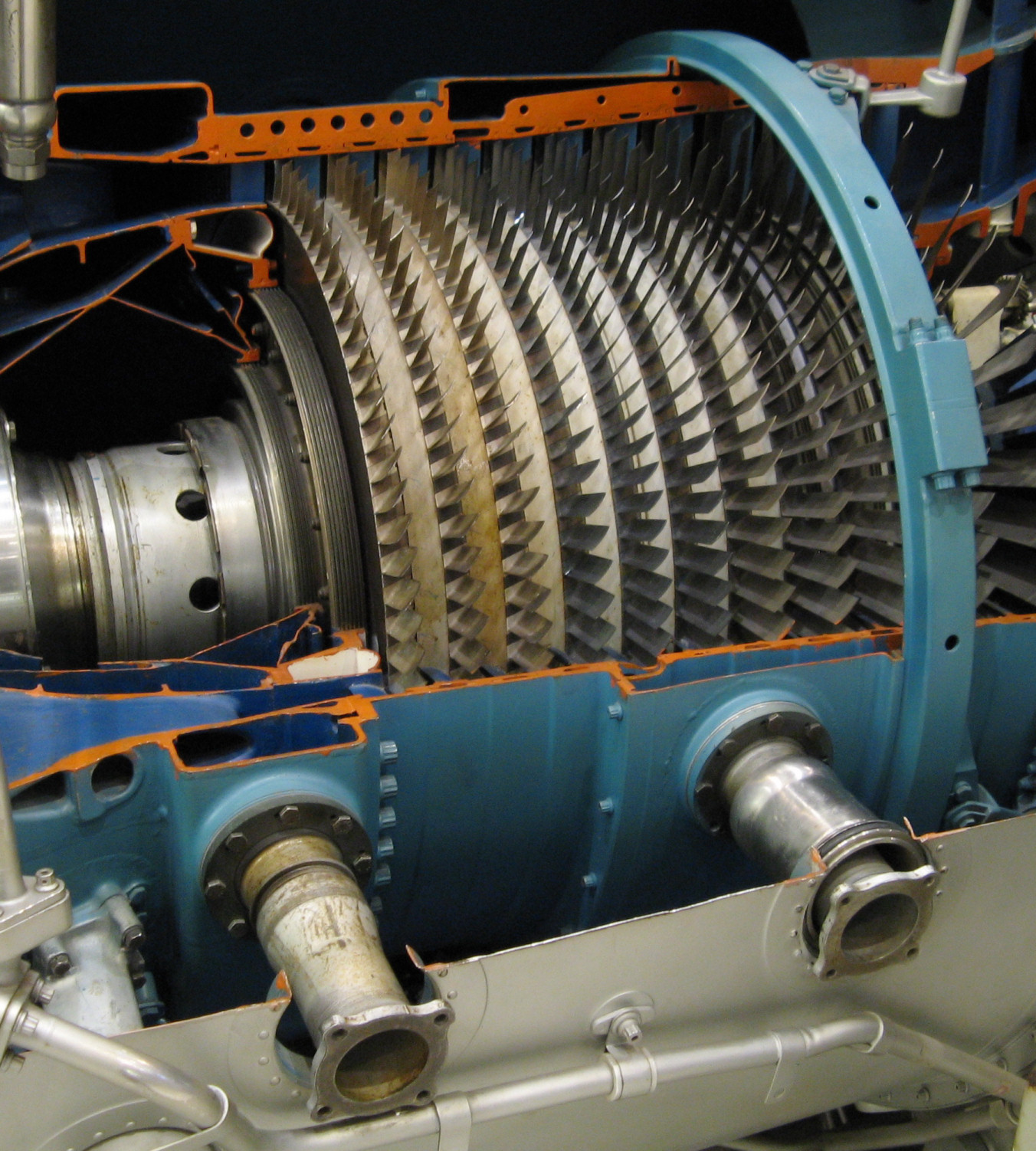
ضاغط محوري
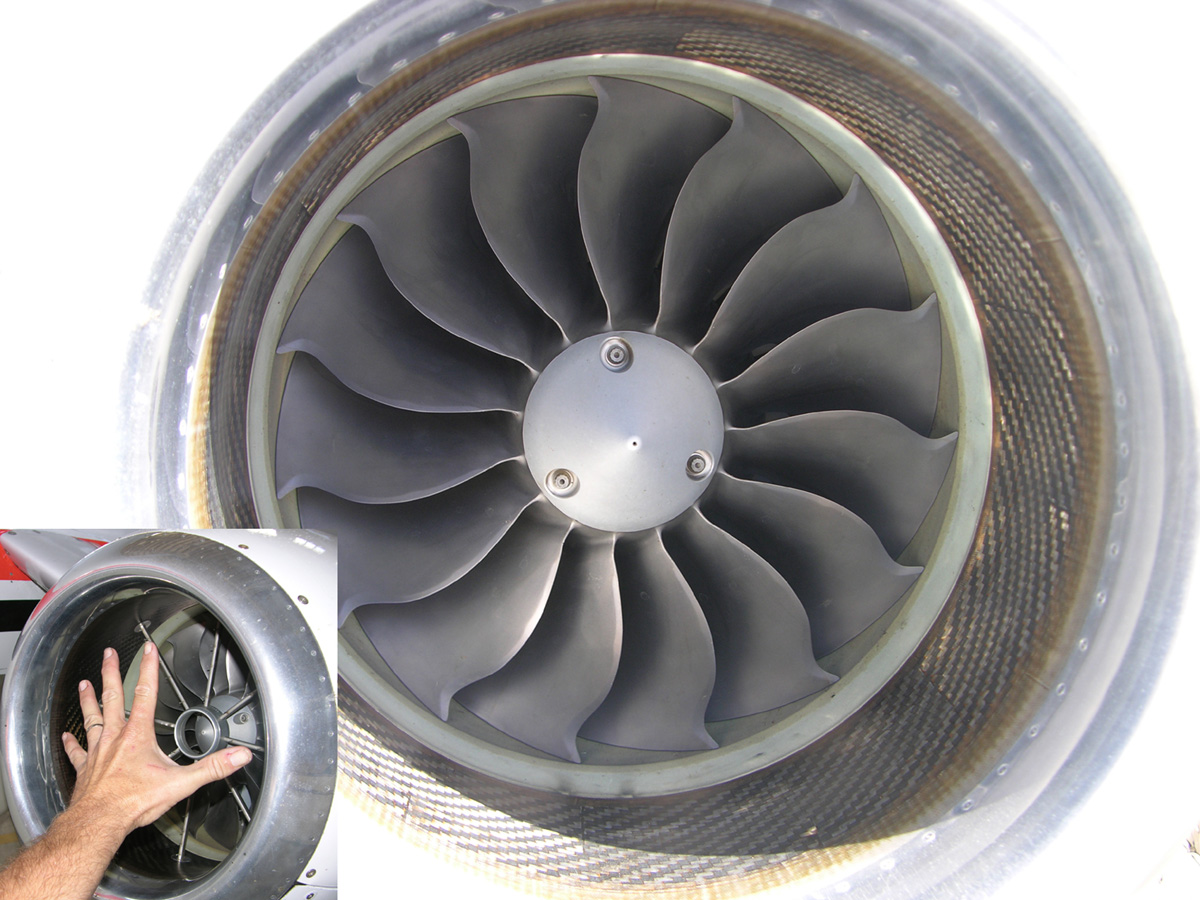
ضاغط سريان مختلط
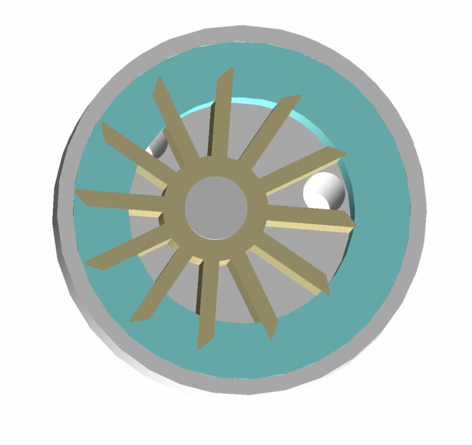
حلقة سائل
مضخة هواء

## تزييت الضاغط
لإجراء عملية التزييت للأجزاء المتحركة يتم إضافة الزيت إلى المادة المبردة أثناء التركيب أو بدأ التشغيل. يمكن أن يكون نوع الزيت معدني أو اصطناعي كي يناسب نوع الضاغط، كما أنه يتم اختياره بحيث لا يتفاعل مع المبردات والعناصر الأخرى في النظام. يسمح للزيت أن يمر في النظام بالكامل في الأنظمة الصغيرة ولكن يجب أن يتم تصميم أنابيب الزيت بحذر حتى لا يعود الزيت للضاغط تحت تأثير الجاذبية. في الأنظمة الكبيرة يتم وضع الزيت في وعاء يوضع بعد الضاغط ويتم ضخه مرة أخرى إلى الضاغط عن طرق نظام إدارة مستوى الزيت. تكون كفاءة أوعية الزيت أقل من 100% لذلك يتم تصميم أنابيب الزيت بحيث يعود الزيت بالجاذبية إلى الضاغط أو الوعاء.
تستخدم بعض الضواغط الآن الاتجاه الزاوي المغناطيسي ولا تحتاج إلى تزييت، على سبيل المثال مدى دافنوس تربو كور لضواغط الطرد المركزي التي لا تحتاج للزيت مما يجعل تصميم نظام التبريد أبسط وسهل الصيانة.

## تحكم
يتم التحكم في الضاغط في أنظمة التبريد البسيطة بمفتاح ضغط بسيط حيث يحدث تمدد بأنبوب معايرة أو صمام تمدد ثرموستاتي بسيط. في الأنظمة الكبيرة والتي يتم تركيب ضواغط عديدة، فإنه يتم استخدام التحكم الإلكتروني بالضواغط بضبطه عند نقط معينة للضغوط لفصل وإعداة تشغيل الضواغط، كما أنه يتم التحكم في درجة الحرارة بواسطة صمام تمدد إلكتروني.
بالإضافة لذلك، فإنه يتم استخدام مفاتيح ضغط عالي ومنخفض منفصلة وذلك لعمل حماية ثانوية للضواغط وبقية العناصر بالنظام من العمل خارج خواص التشغيل الآمنة.
في أنظمة التحكم المتقدمة فإن استخدام تقنية طرف العائم للضغط والتي تتحكم في تشغيل الضاغط كي يقابل متطلبات التبريد المختلفة في حين تخفيض استهلاك الطاقة.

## ملامح أخرى
نظام التبريد أحادي المرحلة الموضح في الرسم بشكل رقم 1 لا يشمل أي معدات التي يمكن أن نضعها في الأانظمة التجارية والصناعية مثل:
- وضع وعاء ضغط أفقي أو رأسي به من الداخل مزيل للضباب والرطوبة بين المبخر ومدخل الضاغط كي يزيل أي سوائل داخلة التي يمكن أن تدمر الضاغط. مثل هذه الفواصل التي تفصل بين البخار والسائل تسمى مجمعات خط السحب.
- يمكن أن تحتوي الأنظمة الكبيرة على صمامات تمدد عديدة ومبخرات عديدة وذلك لتبريد مساحات متعددة. في مثل هذه الأنظمة، فإن المادة المبردة تتجمع في وعاء ضغط يسمى مستقبل والذي من خلاله يتحرك المبرد في الأنابيب إلى المبخرات وصمامات التمدد المتعددة.
- فلاتر مجففة، توضع قبل الضاغط كي تمنع أي سوائل من الدخول للضاغط للحفائ عليه.
- بعض وحدات التبريد يمكنها امتلاك مراحل متعددة وبالتالي تستخدم ضواغط متعددة.[4]

يمكن التعبير عن سعة التبريد في انظمة التبريد بطن التبريد. يمكن تعريف طن التبريد على أنه معدل إزالة الحرارة المطلوبة لتجميد 1طن أمريكي (2000 رطل - 907.2 كجم)من الماء عند 32 درجة فهرنهيت (0 درجة سليزيوس) في 24 ساعه.اعتمادا على حرارة الانصهار للماء والتي تساوي 144 وحدة حرارية بريطانية لكل رطل، فإن 1 طن تبريد يساوي 12000 وحدة حرارية بريطانية لكل ساة وتسواي 12660 كيلوجول لكل ساعة وتساوي 3.517 كيلو وات. تتراوح سعة معظم مكيفات الهواء بين 1 إلى 5 طن تبريد.
تعريف آخر للطن تبريد هو: معدل إزالة الحرارة المطلوبة لتجميد 1 طن (1000كجم) من الماء عند 0 درجة سليزيوس في 24 ساعة. اعتمادا على حرارة انصهار والتي تساوي 334.9 كيلوجول لكل كجم، 1 طن تبريد يساوي 13954 كيلو جول لكل ساعة ويساوي 3.876 كيلو وات. كما هو واضح، فإن 1 طن تبريد في الوحدات المترية يكون أكبر بنسبة 10% من طن التبريد في الوحدات الملكية القديمة.

## تطبيقات
| تطبيق التبريد                  | وصف مختصر | مبردات مستخدمة                              |
| ------------------------------ | --- | ------------------------------------------- |
| تبريد منزلي                    | يستخدم لحفظ الطعام | R-600a, R-134a, R-22,                       |
| تبريد تجاري                    | حفظ وتخزين الاطعمة الطازجة والمجمدة | R-134a, R-404A, R-507                       |
| معاجلة الأطعمة والتخزين البارد | معدات للمحافظة، معالجة وتخزين الطعام من مصدره إلى نقطة توزيعه                                                                                   | R-123, R-134a, R-407C, R-410A, R-507        |
| تبريد في الصناعات              | معدات كبيرة تتراوح سعة تبريدها بين 25 كيلووات إلى 30 ميجاوات، تستخدم للمعاجلة الكيميائية، التخزين البارد، معاجلة الاطعمة، تدفئة وتبريد المباني. | R-123, R-134a, R-404A, R-407C, R-507, R-717 |
| تكييف المركبات                 | معدات لحفظ وتخزين البضائع والمواد الغذائية أثناء النقل خلال الطرق، السكك الحديد، الهواء والماء.                                                 | R-134a, R-407C, R-410A                      |
| التبريد الإلكتروني             | تبريد لدرجة حرارة منخفضة لدوائر أشباه الموصلات والعناصر الأخرى في أجهزة الكمبيوتر الكبيرة والسيرفر.                                             | R-134a, R-404A, R-507                       |
| التبريد الطبي                  | R-134a, R-404A, R-507 |                                             |
| التبريد العميق                 | | إيثيلين، بروبان، نيتروجين، هيليوم           |

## تحليل اقتصادي

### مميزات
- تكنولوجيا ناضجة تماما.
- رخيصة نسبيا.

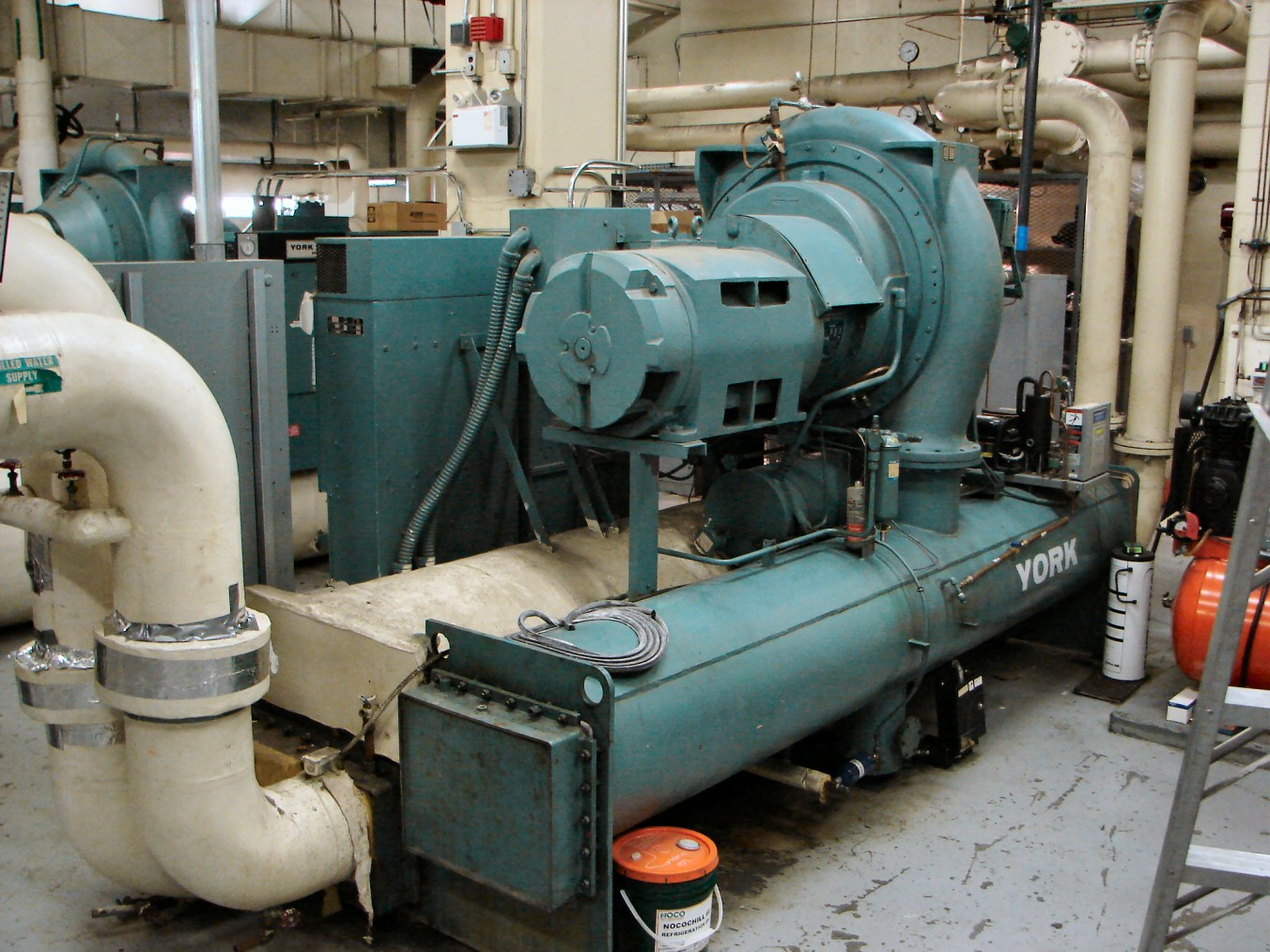
شكل 5: تركيب مبرد ماء تجاري بأحد المباني لتكييف الهواء

- يمكن تشغيلها مباشرة باستخدام طاقة ميكانيكية (ماء - محرك سيارة) أو بالطاقة الكهربية.
- تصل كفاءتها إلى 60% من كفاءة دورة كارنو النظرية ( كما هو موضح من الجمعية الأمريكية لمهندسي التبريد والتدفئة وتكييف الهواء: درجة حرارة التبخير: -23.3 درجة سليزيوس، درجة حرارة التكثف: 54.4 درجة سليزيوس، درجة حرارة المحيط: 32 درجة سليزيوس) اعتمادا على بعض الضواغط المتاحة تجاريًا كما هو منتج بواسطة دانفوس، ماتسوشيتا، كوبلاند، بريستول. لكن هناك بعض الانظمة التي تستخدم ضواغط لها كفاءة منخفضة نسبيا تتراح بين 40-55% حيث أن الضواغط التي لها كفاءة 60% يصل ثمنها إلى ضعف ثمن الضواغط ذو الكفاءة المنخفضة.

### عيوب
ما زالت معظم الأنظمة تستخدم مبرد الكلورفلوروكربون الذي يساهم في تآكل طبقة الأوزون. في العديد من الدول تطبيقا اتفاقية مونتريال، فغنه تم وقف استخدام هذا المبرد واستخدام بدلا منه رباعي فلورو الإيثان. لكن هذه الانظمة والمستخدمة لرباعي فلورو الإيثان تكون ذو كفاءة اقل من المبرد الآخر. رباعي فلورو الإيثان يتسبب في حدوث احتباس حراري عالمي حيث أنه يبقى متعلق في الهواء لسنوات طويلة ويحبس الحرارة بفاعلية أكثر من ثنائي أكسيد الكربون.
مع انتهاء الاعتماد على الكلوروفلوروكربون، فإن هناك مبردات ليست ألكان هالوجيني التي بدأت اكتساب شعبية كبيرة في الانظمة. على وجه الخصوص، هناك مبردات مهجورة مثل الهيدروكربون (بوتان) وثاني اكسيد الكربون عائدة للاستخدام مرة أخرى. على سبيل المثال، آلات كوكاكولا في كأس العالم 2006 في ألمانيا قاموا باستخدام مبردات ثاني أكسيد الكربون. تعتبر الأمونيا (NH3) من أقدم المبردات المستخدمة وتتميز بالأداء العالي وعدم إحداث تلوث، لكن لها عيوب مثل انها سامة وتتعارض مع انابيب النحاس.

## تاريخ
في عام 1805، وصف المخترع الأمريكي أوليفر إيفان دورة التبريد بانضغاط البخار المغلقة لإنتاج الثلج بإيثر تحت الضغط الجوي. تتم إزالة الحرارة من المحيط بتدوير المبرد المتبخر حيث يدخل الضاغط ثم المكثف ويتحول إلى الحالة السائلة كي تتكرر عملية التبريد مرة أخرى. ولكن هذه الدائرة لم تنفذ بواسطة إيفان.
في عام 1834، مغترب أمريكي ببريطانيا، جاكوب بيركنز، قام ببناء أول نظام تبريد بانضغاط بخاري في العالم.  كانت دورة مغلقة تعمل باستمرار.
لقد تمكن من استخدام الموائع المتطايرة من اجل إنتاج الموائع المتجمدة أو الباردة وفي نفس الوقت تكثيف تلك الموائع واستخدامها مرة أخرى للتشغيل دون فقد أي جزأ منها. لقد تم تشغيل نموذجه على الرغم من عدم نجاحه تجاريًا.
تم صنع محاولة مشابهه عام 1842 بواسطة الأمريكي جون جوري  الذي قام ببناء نموذجه لكنه فشل تجاريًا. حصل المهندس الأمريكي ألكسندر تويننج على براءة اختراع عام 1850 لنظام تبريد بانضغاط البخار الذي استخدم الإثير.
قام جيمس هاريسون ببناء أول نظام للتبريد بانضغاط البخار وهو صحفي بريطاني هاجر إلى أستراليا. كانت براءة الاختراع التي حصل عليها حول نظام تبريد يستخدم إثير، الكحول أو الأمونيا.
تم اكتشاف أول نظام تبريد بامتصاص الغاز المستخدم للغازات الذائبة في الماء بواسطة فيردناند كاري في فرنسا عام 1859 وحصل على براءة اختراع عام 1860. حصل مهندس كارل فون ليند آخر يعمل في جامعة ميونخ الألمانية على براءة اختراع لتطوير طريقة إسالة الغازات عام 1876. أدت طريقته إلى إمكانية استخدام الغازات مثل الأمونيا، ثاني أكسيد الكبريت وكلورو الميثان كمبردات وتم استخامهم حتى عام 1920.